# Salobreña
Salobreña is een gemeente in de Spaanse provincie Granada in de regio Andalusië met een oppervlakte van 35 km². Salobreña telt 12.399 inwoners (1 januari 2016).
Het dorp dat omgeven wordt door talrijke suikerrietvelden heeft twee gezichten. Enerzijds is er het charmante ommuurde middeleeuws stadsgedeelte, en anderzijds is er het huidige Salobreña dat de toeristen wil verwennen.
Net als het nabijgelegen Almuñécar werd ook Salobreña door de Feniciërs gesticht. Veel sporen hebben zij niet meer nagelaten. Maar recenter waren er de Arabieren, die er in de 13e eeuw het Arabisch kasteel bouwden. De burcht had twee functies. Het was het zomerverblijf voor de Nasridische Koningen, maar ook een gevangenis voor leden van de Koninklijke familie die in ongenade waren gevallen.

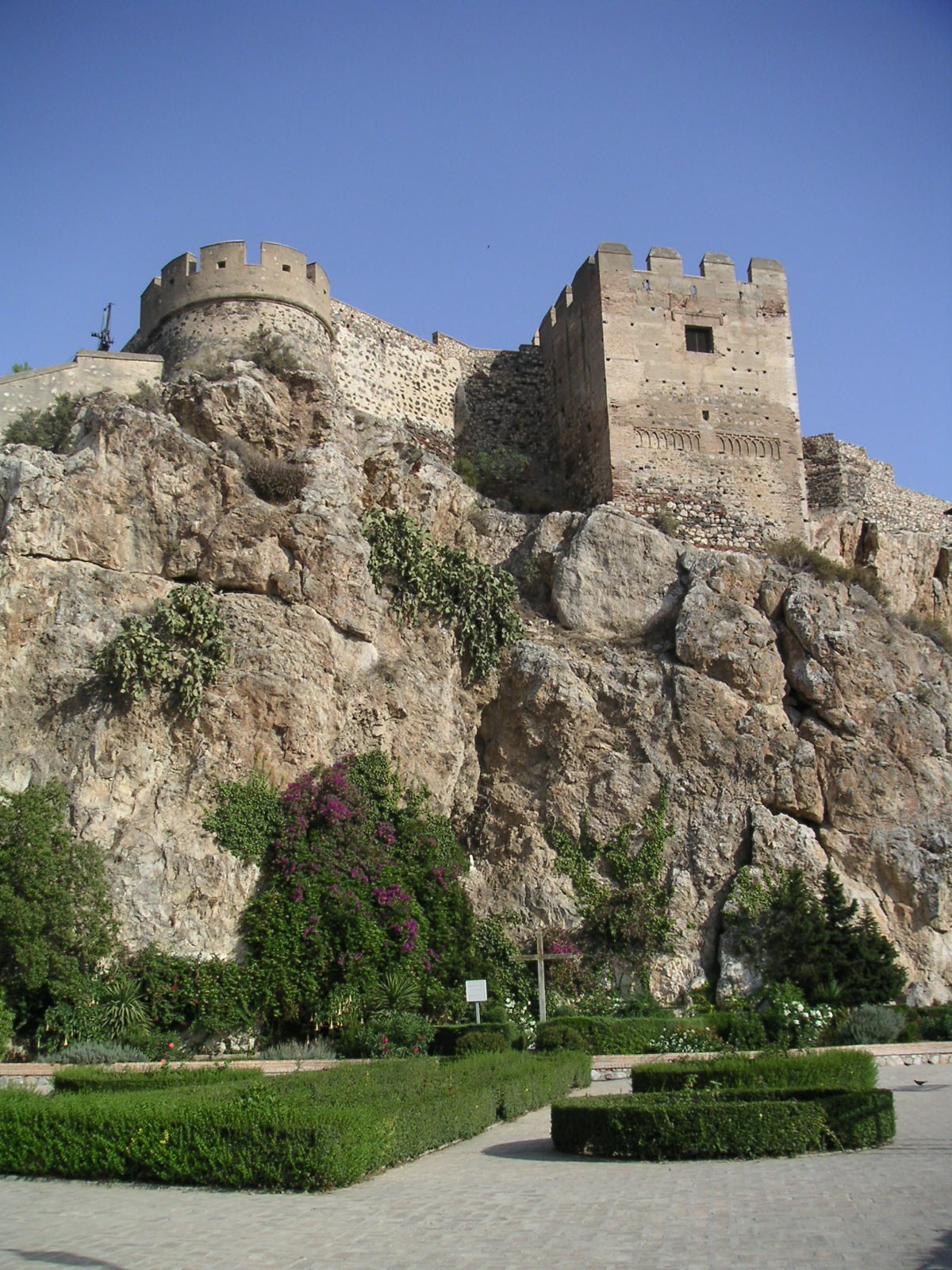
Arabisch kasteel

## Demografische ontwikkeling
Bron: INE; 1857-2011: volkstellingen
Opm.: In 1877 werd het dorp Lobres van de gemeente Motril afgesplitst en bij Salobreña gevoegd